# Período de Uruque

Expansão de Uruque

O período de Uruque (Uruk) é um período do desenvolvimento proto-histórico compreendido entre o último milénio do Calcolítico e a Idade do Bronze da história da Mesopotâmia, que abrange aproximadamente o IV milénio a.C., 3800 e 3 200 a.C.. Surge depois do período de al-Ubaid e é sucedido pelo período Jemdet Nasr. Com o nome da cidade antiga da Suméria, Uruque, este período assiste o surgimento da vida urbana na Mesopotâmia.
As descobertas mais importantes desta fase centram-se em Uruque, um assentamento localizado a poucos quilómetros de Al-Obaid, no curso inferior do rio Eufrates. A cultura de Uruque centra-se na zona sul da Mesopotâmia, cujos recursos se expandem pelo Próximo Oriente asiático. Nisto, vestígios foram encontrados no norte da Síria, Turquia ou Susa, no atual Irão.